# Morti nel 1969/Senza giorno specificato
| Questa pagina contiene informazioni ricavate automaticamente dalle voci biografiche con l'ausilio del template Bio e di un bot. L'aggiornamento è periodico e automatico e ricostruisce completamente la pagina. Se manca una persona in questa lista, sei pregato di non aggiungerla, ma accertati piuttosto che la sua voce biografica contenga il template Bio e che i dati anagrafici siano correttamente compilati. Se il template Bio manca, inseriscilo tu stesso o, in alternativa, metti l'avviso {{tmp\|Bio}} che ne segnala la mancanza. Se i dati riportati sono sbagliati, correggi direttamente la voce biografica; le modifiche saranno visibili in questa lista entro pochi giorni. Per chiarimenti vedi il progetto biografie. La lista contiene solo le 99 persone che sono citate nell'enciclopedia e per le quali è stato implementato correttamente il template Bio. Pagina aggiornata al 3 mar 2024. |

- Muhammad Yunis al-Qadi, letterato egiziano (n. 1888)
- Hassa bint Ahmad al-Sudayri, principessa saudita (n. 1900)
- Raoul Allegri, pittore e grafico italiano (n. 1905)
- Richard Allen, hockeista su prato indiano (n. 1902)
- Jan van Alphen, chimico olandese (n. 1900)
- Gilberto Amado, politico brasiliano (n. 1887)
- Anastasio Anastasi, ingegnere italiano (n. 1877)
- Pericle Ansaldo, scenografo italiano (n. 1889)
- Émile Anthoine, marciatore francese (n. 1882)
- Nobuaki Asano, allenatore di pallacanestro giapponese (n. 1901)
- Bruno Bandini, musicista e insegnante argentino (n. 1889)
- Giulio Benedetti, giornalista italiano (n. 1893)
- Carlo Bergamaschi, avvocato e politico italiano (n. 1891)
- Alfredo Bogardo, giornalista e scrittore italiano (n. 1908)
- Luigi Bon, dirigente d'azienda italiano (n. 1888)
- Erich Franz Eugen Bracht, ginecologo e patologo tedesco (n. 1882)
- Léon Brillouin, fisico francese (n. 1899)
- Aldo Bruschi, ingegnere italiano (n. 1896)
- Francesco Buttafuoco, generale italiano (n. 1888)
- Eugène Cavaignac, storico francese (n. 1876)
- Vincenzo Cersosimo, magistrato italiano (n. 1900)
- Geminiano Cibau, scultore e ceramista italiano (n. 1893)
- Siro Contri, filosofo e storico della filosofia italiano (n. 1898)
- Alfonso Cortés, poeta nicaraguense (n. 1893)
- Mae Dahlberg, attrice australiana (n. 1888)
- Renée Dahon, attrice francese (n. 1897)
- Attilio Degrassi, archeologo italiano (n. 1887)
- Francesco Diana, prefetto italiano (n. 1898)
- Sherwood Egbert, imprenditore statunitense (n. 1920)
- Lev Favorskij, calciatore russo (n. 1893)
- Vladimir Borisovič Fejnberg, regista cinematografico sovietico (n. 1892)
- Richard Fischer, calciatore austriaco (n. 1917)
- Vladimir Gorochov, cestista e allenatore di pallacanestro sovietico (n. 1910)
- Giannino Grossi, pittore italiano (n. 1889)
- Lindsley Foote Hall, disegnatore statunitense (n. 1883)
- Frederick Hibbins, mezzofondista britannico (n. 1890)
- Zakir Hussain, politico indiano (n. 1897)
- 'Ali Jawdat al-Ayyubi, politico iracheno (n. 1886)
- René Jeanne, sceneggiatore e giornalista francese (n. 1887)
- Buster Johnson, attore statunitense (n. 1908)
- Elisabetta Keller, pittrice svizzera (n. 1891)
- Mary Jo Kopechne,  statunitense (n. 1940)
- Arthur König, astronomo tedesco (n. 1895)
- Carmen Lenzi Mozzani, chitarrista e compositrice italiana (n. 1923)
- Hans Lion, schermidore austriaco (n. 1904)
- Livio Livi, statistico italiano (n. 1891)
- Adelino Magalhães, scrittore brasiliano (n. 1887)
- Bertha Mahony Miller, giornalista e editrice statunitense (n. 1882)
- Guido Marchi, calciatore italiano (n. 1896)
- Corrado Mastrocinque, matematico italiano (n. 1892)
- Corky McCorquodale, giocatore di poker statunitense (n. 1904)
- Marcus Melchior, rabbino danese (n. 1897)
- Eugenio Mele, ispanista e traduttore italiano (n. 1875)
- Federico Melis, artista italiano (n. 1891)
- Ubaldo Alberto Mellini Ponce de León, diplomatico e politico italiano (n. 1896)
- Henri Merckel, violinista francese (n. 1897)
- José Domingo Molina Gómez, generale e politico argentino (n. 1896)
- Lili Labassi, cantante algerino (n. 1897)
- Salvatore Musmeci, calciatore e allenatore di calcio italiano (n. 1911)
- Niccolò Nicchiarelli, generale e militare italiano (n. 1898)
- Giuseppe Pafundi, generale italiano (n. 1883)
- Mario Palomba, politico e avvocato italiano (n. 1897)
- Coriolano Palumbo, calciatore italiano (n. 1911)
- Franco Palumbo, pittore italiano (n. 1926)
- Néstor Paz Zamora, guerrigliero boliviano
- Richard Scott Perkin, imprenditore statunitense (n. 1906)
- Giuseppe Peverelli, politico italiano (n. 1893)
- Guido Pusinich, scrittore e poeta italiano (n. 1885)
- Trần Quang Trân, pittore, artista e illustratore vietnamita (n. 1900)
- Hans Rademacher, matematico tedesco (n. 1892)
- Hialmar Rendahl, zoologo svedese (n. 1891)
- Leslie Rich, nuotatore statunitense (n. 1886)
- Francesco Roccati, maratoneta italiano (n. 1908)
- Pio Rossi, pittore italiano (n. 1886)
- Mario Schettini, scrittore e giornalista italiano (n. 1918)
- Alwyn Faber Scholfield, grecista, traduttore e bibliotecario britannico (n. 1884)
- Max Schur, medico e psicoanalista austriaco (n. 1897)
- Julija Nikolaevna Sedova, ballerina russa (n. 1880)
- Javier Setó, regista e sceneggiatore spagnolo (n. 1926)
- David Shaltiel, generale e diplomatico israeliano (n. 1903)
- Bruno Smith, attore italiano
- Baladine Klossowska, pittrice polacca (n. 1886)
- Douglas Stuart, canottiere britannico (n. 1885)
- Seoul City Sue, missionaria statunitense (n. 1900)
- Mostafa Taha, calciatore egiziano (n. 1910)
- Ferdinando Ugolotti, medico e psichiatra italiano (n. 1874)
- Umberto Viale, politico italiano (n. 1931)
- Bice Waleran, attrice italiana (n. 1886)
- Paul Arnold Walty, calciatore svizzero (n. 1881)
- Jenny Wiegmann Mucchi, scultrice tedesca (n. 1895)
- Hans Wild, fotografo britannico (n. 1912)
- John Skinner Wilson,  scozzese (n. 1888)
- John Kirtland Wright, geografo statunitense (n. 1891)
- Yang Xiaozhong, regista cinese (n. 1899)
- Angelo Ziliotto, militare italiano (n. 1914)
- Maxhide Zogu, principessa albanese (n. 1907)
- Adnan al-Atassi, giurista e diplomatico siriano (n. 1905)
- Majid bin Sa'ud Al Sa'ud, principe e militare saudita (n. 1929)
- Nicole de Lamargé, modella e stilista francese (n. 1938)